# Курченко Віктор
Віктор Курченко (нар. 6 січня 1965) — український лучник. Він брав участь в особистих та командних змаганнях серед чоловіків на літніх Олімпійських іграх 2000 року.